# Thị trường
Thị trường, trong kinh tế học và kinh doanh, là nơi người mua và người bán (hay người có nhu cầu và người cung cấp) tiếp xúc trực tiếp hoặc gián tiếp với nhau để trao đổi, mua bán hàng hóa và dịch vụ,toàn cầu.

## Khái quát

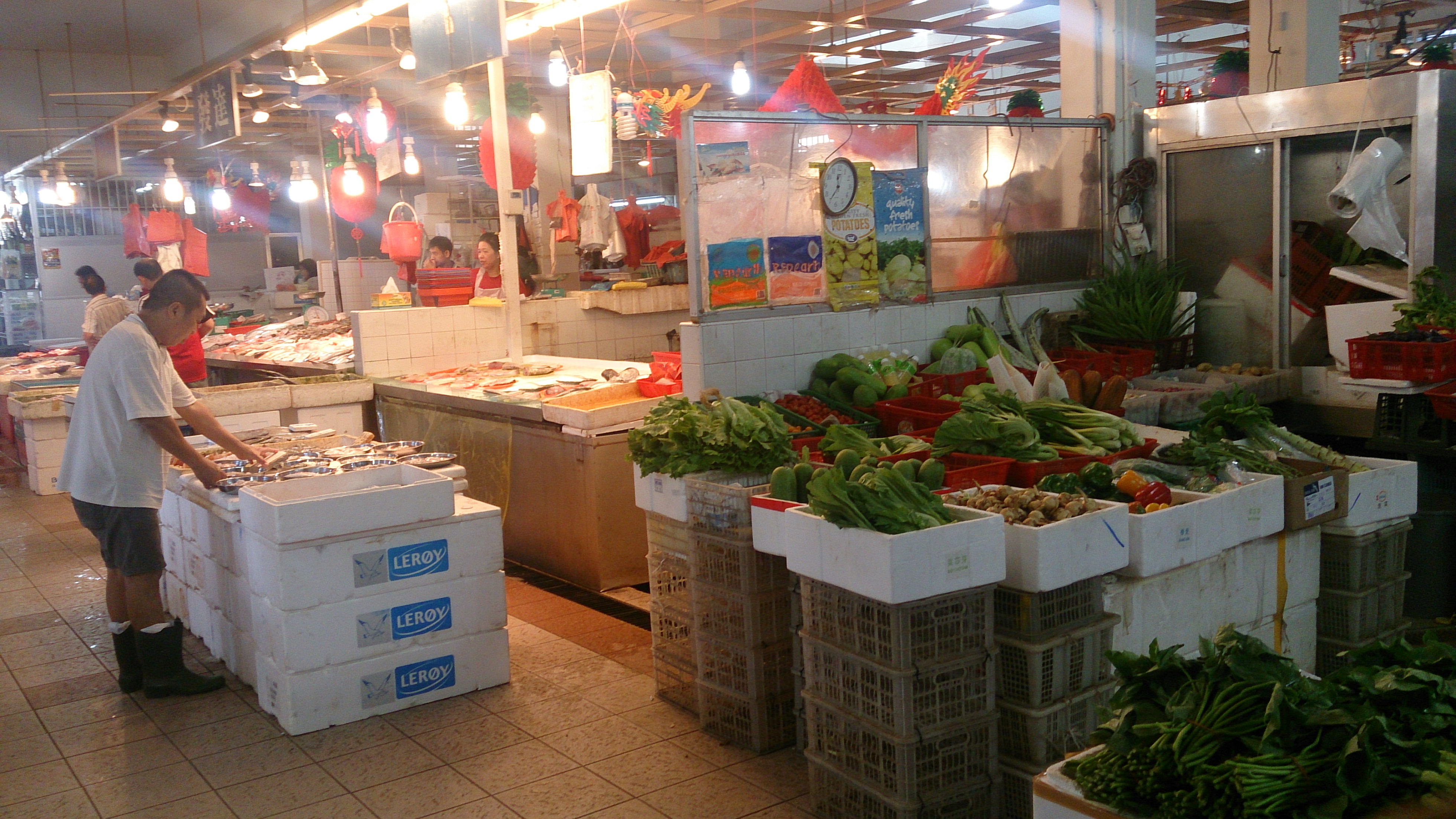
Wet market in Singapore

Thị trường là nơi chuyển giao quyền sở hữu sản phẩm, dịch vụ hoặc tiền tệ, nhằm thỏa mãn nhu cầu của hai bên cung và cầu về một loại sản phẩm nhất định theo các thông lệ hiện hành, từ đó xác định rõ số lượng và giá cả cần thiết của sản phẩm, dịch vụ. Thực chất, Thị trường là tổng thể các khách hàng tiềm năng cùng có một yêu cầu cụ thể nhưng chưa được đáp ứng và có khả năng tham gia trao đổi để thỏa mãn nhu cầu đó.
Theo marketing, thị trường bao gồm tất cả khách hàng hiện có và tiềm năng có cùng một nhu cầu hay mong muốn cụ thể, có khả năng và sẵn sàng tham gia trao đổi để thỏa mãn nhu cầu hoặc mong muốn đó.
Thị trường là một tập hợp những người mua và người bán tác động qua lại lẫn nhau, dẫn đến khả năng trao đổi.
Thị trường là nơi diễn ra các hoạt động mua và bán một thứ hàng hóa nhất định nào đó. Với nghĩa này, có thị trường gạo, thị trường cà phê, thị trường chứng khoán, thị trường vốn, v.v... Cũng có một nghĩa hẹp khác của thị trường là một nơi nhất định nào đó, tại đó diễn ra các hoạt động mua bán hàng hóa và dịch vụ. Với nghĩa này, có thị trường Hà Nội, thị trường miền Trung.
Còn trong kinh tế học, thị trường được hiểu rộng hơn, là nơi có các quan hệ mua bán hàng hóa, dịch vụ giữa vô số những người bán và người mua có quan hệ cạnh tranh với nhau, bất kể là ở địa điểm nào, thời gian nào. Thị trường trong kinh tế học được chia thành ba loại: thị trường hàng hóa - dịch vụ (còn gọi là thị trường sản lượng), thị trường lao động, và thị trường tiền tệ.

## Điều kiện xuất hiện thị trường
- Xuất hiện phân công lao động xã hội
- Xuất hiện các chủ thể kinh tế độc lập với nhau

## Các hình thức của thị trường
- Chợ truyền thống : Nơi người mua và người bán trực tiếp thỏa thuận (mặc cả) giá của hàng hóa
- Chợ online: Nơi người mua được lựa chọn và so sánh giá cả
- Siêu thị: Nơi người bán quyết định giá cả, người mua chỉ được quyền chọn lựa
- Chứng khoán: Người mua và người bán đều phải thông qua môi giới trung gian
- Đấu giá: Nơi người mua được quyền quyết định giá

## Chức năng của thị trường
Ấn định giá cả đảm bảo sao cho số lượng hàng mà những người muốn mua bằng số lượng hàng của những người muốn bán. Không thể xem xét giá cả và số lượng một cách tách biệt được. Giá cả thị trường chi phối xã hội trong việc chọn mua cái gì, mua như thế nào và mua cho ai. 
- Thừa nhận công dụng xã hội của hàng hóa (giá trị sử dụng xã hội) và lao động đã chi phí để sản xuất ra nó, thông qua việc hàng hóa đó có bán được hay không, bán với giá thế nào.
- Cung cấp thông tin cho người sản xuất và người tiêu dùng thông qua những biến động của nhu cầu xã hội về số lượng, chất lượng, chủng loại, cơ cấu của các loại hàng hóa, giá cả, tình hình cung cầu về các loại hàng hóa
- Kích thích hoặc hạn chế sản xuất và tiêu dùng.

## Yếu tố phân biệt thị trường
- Tính đồng nhất hay sự giống nhau của sản phẩm là mức độ mà một đơn vị sản phẩm giống với một đơn vị sản phẩm khác được đem ra mua bán. Có những cấp độ theo đó các sản phẩm đưa ra giao dịch giống nhau. Thực tiễn trắc nghiệm cho thấy, sản phẩm có tính đồng nhất hay không là việc sản phẩm này hoàn toàn có thể thay thế cho sản phẩm kia, việc thay thế sản phầm này bằng sản phầm kia mang tính đồng nhất sẽ không làm thay đổi giá trị thị trường.
- Chi phí vận chuyển giữ vai trò quan trọng. Sản phẩm càng có giá trị so với chi phí vận chuyển sản phẩm, thị trường càng rộng lớn và ngược lại chi phí vận chuyển càng lớn so với giá trị hàng hóa thì thị trường càng hẹp. Ví dụ thị trường gạch ngói là một thị trường địa phương; Mặt khác, thị trường vàng thỏi là thị trường toàn cầu.
- Chi phí thông tin liên lạc cũng giới hạn phạm vi của thị trường. Đối với người nội trợ đi chợ, thường thì chẳng đáng bỏ công ra đi tìm ra đúng chỗ bán mớ rau rẻ nhất. Nhưng đối với một số mặt hàng, các chi phí thông tin liên lạc cực cao. Thị trường bất động sản là một điển hình. Muốn biết rõ có bao nhiêu ngôi nhà định bán, ta sẽ phải dành rất nhiều thời gian tìm hiểu và tốn kém chi phí; do đó, sẵn sàng chi tiền hoa hồng hay tiền "cò" cho người trung gian giúp để có được một ngôi nhà ưng ý.